# Triangulierung (Topologie)

Triangulierung einer Teilmenge der Ebene.

In der Topologie, einem Teilgebiet der Mathematik, ist eine Triangulierung (oder Triangulation) eine Zerlegung eines Raumes in Simplizes (Dreiecke, Tetraeder oder deren höher-dimensionale Verallgemeinerungen).

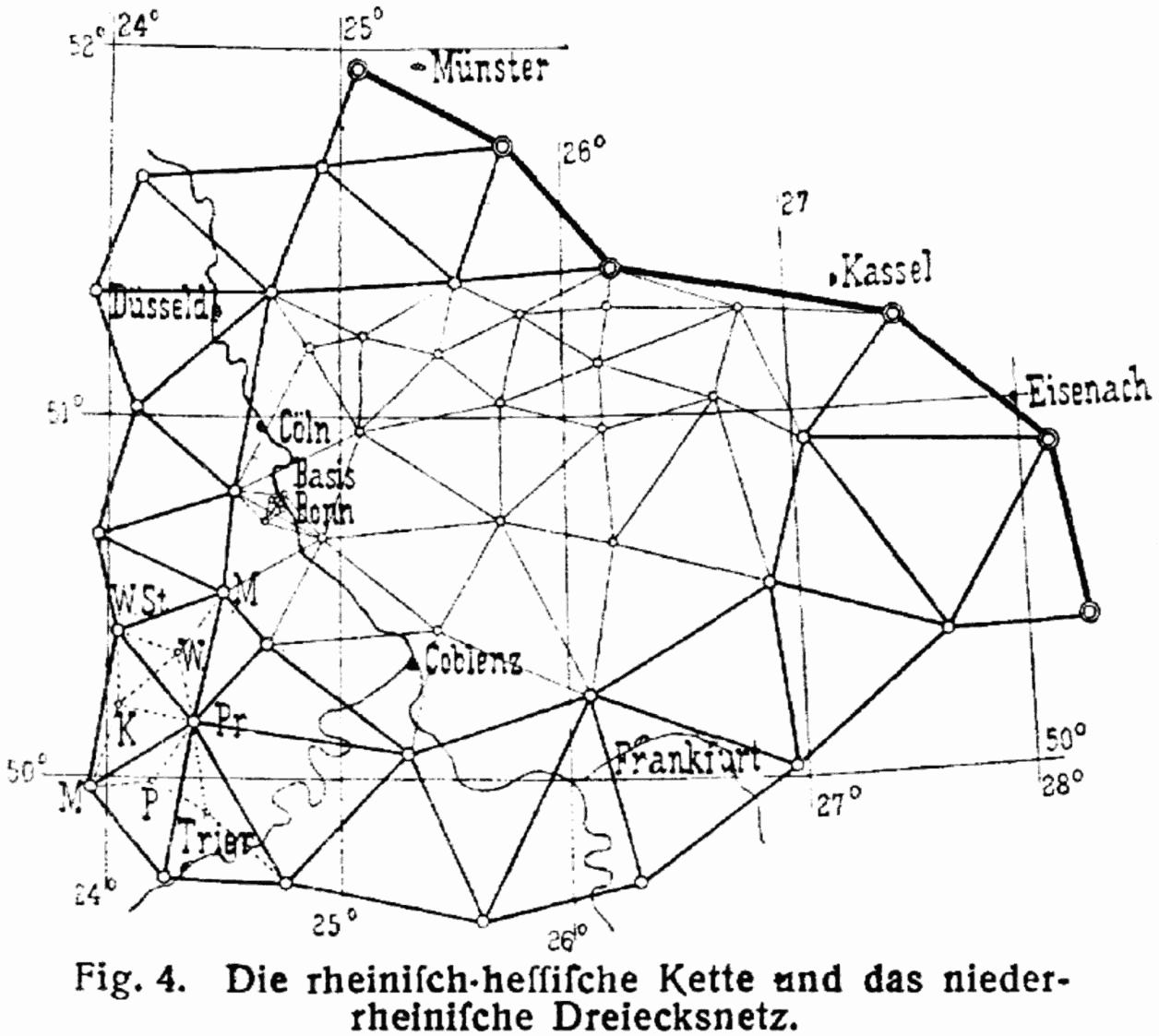
Triangulation in der Geodäsie

## Definition
Eine Triangulierung eines topologischen Raumes {\displaystyle X} ist gegeben durch einen (abstrakten) Simplizialkomplex {\displaystyle K} und einen Homöomorphismus
{\displaystyle h\colon \vert K\vert \rightarrow X} ,
der geometrischen Realisierung {\displaystyle \vert K\vert } auf {\displaystyle X}.

## Triangulierbarkeit von Mannigfaltigkeiten
Die Triangulierbarkeitsvermutung besagt, dass jede Mannigfaltigkeit triangulierbar ist. Sie wurde 1926 von Hellmuth Kneser aufgestellt. Es gibt jedoch, wie im Folgenden gezeigt wird, Gegenbeispiele zur Triangulierbarkeitsvermutung.
Mannigfaltigkeiten bis zur dritten Dimension sind stets triangulierbar. Das wurde von Tibor Radó 1925 für Flächen und 1952 von Edwin Moise für 3-Mannigfaltigkeiten bewiesen. Auch in höheren Dimensionen sind differenzierbare Mannigfaltigkeiten gemäß dem Satz von Whitehead stets triangulierbar. Einen einfacheren Beweis gab Hassler Whitney mit Hilfe seines Einbettungssatzes.
Alle differenzierbaren und alle stückweise linearen Mannigfaltigkeiten sind triangulierbar. Robion Kirby und Laurence Siebenmann zeigten, dass nicht alle topologischen Mannigfaltigkeiten eine PL-Struktur besitzen. Sie zeigten aber auch, dass es triangulierbare Mannigfaltigkeiten ohne PL-Struktur gibt.
Andrew Casson zeigte mit Hilfe der nach ihm benannten Casson-Invariante, dass 4-Mannigfaltigkeiten mit gerader Schnittform und Signatur 8 nicht trianguliert werden können. Aus Freedmans Arbeit weiß man, dass es eine solche 4-Mannigfaltigkeit gibt. Sie wird {\displaystyle E_{8}} genannt. Michael Davis und Tadeusz Januszkiewicz bewiesen, dass man durch Hyperbolisierung von {\displaystyle E_{8}} eine nicht-triangulierbare asphärische 4-Mannigfaltigkeit bekommt.
Ende der 70er Jahre konstruierten David Galewski und Ronald John Stern eine Mannigfaltigkeit, die genau dann trianguliert werden kann, wenn jede Mannigfaltigkeit der Dimension {\displaystyle \geq 5} trianguliert werden kann. 2013 bewies Ciprian Manolescu, dass die Galewski-Stern-Mannigfaltigkeit nicht trianguliert werden kann. Der Grund dafür ist, dass der Rochlin-Homomorphismus nicht spaltet. Mittels Hyperbolisierung zeigten Michael Davis, Jim Fowler und Jean-François Lafont, dass es in Dimension {\displaystyle \geq 6} nicht-triangulierbare asphärische Mannigfaltigkeiten gibt.

## Hauptvermutung
Die Frage nach der Eindeutigkeit von Triangulierungen wurde als sogenannte „Hauptvermutung“ bekannt (Heinrich Tietze): Wenn die geometrischen Realisierungen {\displaystyle \vert K\vert } und {\displaystyle \vert L\vert } zweier Simplizialkomplexe homöomorph sind, gibt es dann kombinatorisch isomorphe Unterteilungen {\displaystyle K^{\prime },L^{\prime }} der Simplizialkomplexe {\displaystyle K} und {\displaystyle L}? Die Hauptvermutung, die aussagt, dass es eine solche Unterteilung gibt, ist im Allgemeinen falsch. Erste Hinweise darauf fand John Milnor im Jahr 1961. Milnors Beispiele waren allerdings keine Mannigfaltigkeiten. Erst aus den Arbeiten von R. Kirby und L. C. Siebenmann ergaben sich dann auch Mannigfaltigkeiten als Gegenbeispiele.
Ursprüngliche Motivation für die Hauptvermutung war der Beweis der topologischen Invarianz kombinatorisch definierter Invarianten wie der simplizialen Homologie. Trotz des Scheiterns der Hauptvermutung lassen sich Fragen dieser Art oftmals mit dem simplizialen Approximationssatz beantworten.

## Anzahl von Triangulierungen
Die Anzahl der Triangulierungen einer Mannigfaltigkeit kann exponentiell mit der Anzahl der Ecken wachsen. Für die 3-Sphäre wurde das von Nevo und Wilson bewiesen.
Je zwei unterschiedliche Triangulierungen derselben Mannigfaltigkeit lassen sich durch eine Folge von Pachner-Zügen ineinander überführen.